# Begoña Olavide
Begoña Olavide est une artiste espagnole spécialisée dans la musique arabo-andalouse. Elle pratique le psaltérion et le chant.

## Biographie
Begoña Olavide a remporté le prix de flûte au Conservatoire de musique de Madrid. Elle s'est ensuite spécialisée aux Pays-Bas, en Yougoslavie et au Maroc, dans le chant, le canon et la théorie de la musique andalouse et du Maghreb. Elle a collaboré avec des orchestres espagnols et internationaux.
Begoña Olavide est parmi les pionnières de la musique de redécouverte du psaltérion. Il faut souligner également son travail avec le luthier Carlos Paniagua dans la restauration des anciens modèles de la famille du luth.
Elle a mis en musique plusieurs pièces de théâtre, des films et des documentaires pour la télévision. Comme soliste, elle a collaboré avec des orchestres et ensembles espagnols et internationaux avec plusieurs spécialisée dans la musique ancienne, contemporaine et la musique ethnique.
Elle a fondé l'ensemble Calamus, pionnier dans la culture musicale andalouse en Espagne. L'ensemble a fait des tournées dans toute l'Europe, ainsi que notamment, dans les pays arabes, en Israël, aux États-Unis, au Canada, en Amérique du Sud et au Japon.

## Collaborations
L'ensemble a été invité du spectacle Nostra Donna par l'ensemble italien de musique ancienne, Micrologus et l'Ensemble Alla francesca de Paris. Il est membre de Hesperion XXI, ensemble dirigé par Jordi Savall. Dans le domaine de la musique andalouse l'ensemble travaille avec le musicien et chercheur marocain Omar Metioui et son orchestre. En 1994, il a créé et dirigé l'ensemble Mudéjar spécialisé dans la musique espagnole chrétienne, juive et arabe du XIIIe au XVIIe siècle.

## Discographie

### Avec l'ensemble Calamus
- Splendeur de Al-Andalus, MA Recordings

### Avec l'ensemble Mudéjar
Leur répertoire est basé sur la musique à partir du XIIIe jusqu'au XVIIe siècle des cultures chrétienne, juive et arabe dans la péninsule Ibérique. Olavide est la voix principale et s'accompagne de la harpe.
- 1994 Psautier (MA Recordings).
- 1997 Mudéjar (MA Recordings).
- 1998 Lettres à Rey Moro (Jubal JMP).
- 2001 Faits saillants en temps (Jubal JMP).
- 2002 Aux portes de Grenade (Jubal JMP).
- Al-Fils (Nuba Records).

### Avec Jordi Savall et Montserrat Figueras
- Lux Feminæ 900-1600, Montserrat Figueras, Arianna Savall, sopranos ; Pierre Hamon, A. Lawrence-King, (août 2005, SACD Alia Vox AVSA 9847).
- Nina Nana, Montserrat Figueras (Alia Vox).

### Avec Jordi Savall et Hesperion XXI
- Isabel I, Reina de Castilla, 1451-1504, Montserrat Figueras, Arianna Savall, sopranos ; Begoña Olavide, mezzo-soprano ; Pascal Bertin, contre-ténor, Ens. Hespèrion XXI, dir. Jordi Savall (3-9 mars 2004 - Alia Vox AV 9838).
- Misteri D’Elx, avec La Capella Reial de Catalunya et Jordi Savall (2003–2004, Alia Vox) (OCLC 803509989).
- El Quijote, Ens. Hespèrion XXI, dir. Jordi Savall (2005 - Alia Vox).
- Diáspora Sefardí Romances et musique instrumentale, Ens. Hespèrion XXI, dir. Jordi Savall (2009 - Alia Vox AV 9809).

### Autres
- Istanpitta : Musiques de fête à la cour des Visconti en Italie à la fin du XIVe siècle - Pierre Hamon, flûtes et direction ; Carlo Rizzo ; Alla francesca (septembre 2002, Opus 111 30-325)[6] (Fiche sur medieval.org).